# Tętnica podniebienna wstępująca

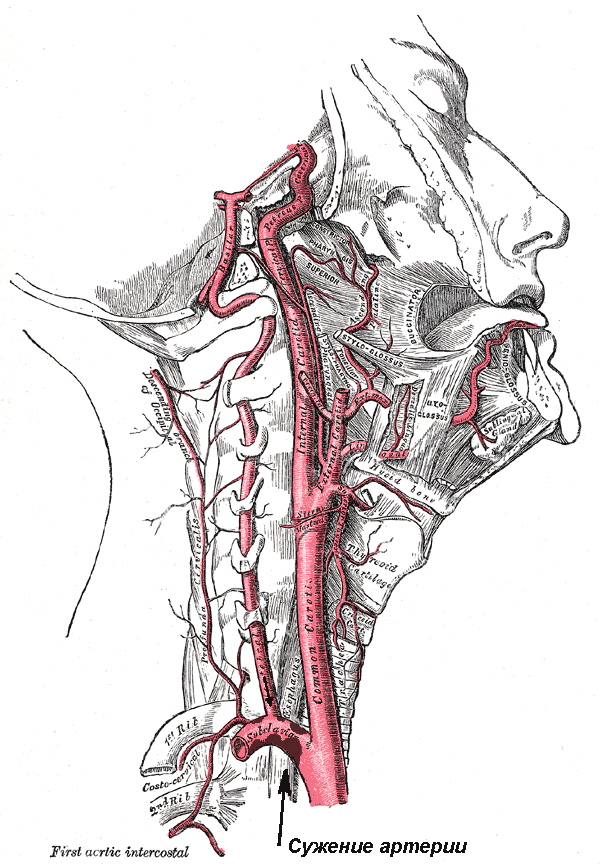
Tętnica podniebienna wstępująca podpisana Ascending Palatine.

Tętnica podniebienna wstępująca (łac. arteria palatina ascendens) – w anatomii człowieka tętnica będąca zazwyczaj gałęzią części szyjnej tętnicy twarzowej, ale mogąca także odchodzić bezpośrednio od tętnicy szyjnej zewnętrznej albo od tętnicy gardłowej wstępującej. Biegnie ku górze wzdłuż zewnętrznej powierzchni gardła początkowo na mięśniu rylcowo-gardłowym, następnie pomiędzy mięśniem rylcowo-gardłowym a mięśniem rylcowo-językowym, towarzysząc tu nerwowi językowo-gardłowemu. Zawija się wokół górnej części mięśnia zwieracza górnego gardła, przechodząc na przyśrodkową powierzchnię mięśnia napinacza podniebienia miękkiego, wchodząc razem z nim w obręb powięzi gardłowej i podniebienia miękkiego. Zaopatruje błonę śluzową i mięśnie gardła i podniebienia miękkiego, oprócz tego oddaje drobne gałązki tętnicze do migdałka podniebiennego i trąbki słuchowej.